# دراگانا (بلغارستان)
دراگانا (به بلغاری: Dragana) یک منطقهٔ مسکونی در بلغارستان است که در شهرستان اوگارچین واقع شده‌است.